# Hüttisheim
Hüttisheim är en kommun (tyska Gemeinde) i Alb-Donau-Kreis i förbundslandet Baden-Württemberg i Tyskland. Folkmängden uppgår till cirka 1 500 invånare, på en yta av 10,36 kvadratkilometer.
Kommunen ingår i kommunalförbundet Kirchberg-Weihungstal tillsammans med kommunerna  Illerkirchberg, Schnürpflingen och Staig.

## Befolkningsutveckling
| Befolkningsutvecklingen i Hüttisheim 1975–2015 | Befolkningsutvecklingen i Hüttisheim 1975–2015 | Befolkningsutvecklingen i Hüttisheim 1975–2015 | Befolkningsutvecklingen i Hüttisheim 1975–2015 | Befolkningsutvecklingen i Hüttisheim 1975–2015 |
| ---------------------------------------------- | ---------------------------------------------- | ---------------------------------------------- | ---------------------------------------------- | ---------------------------------------------- |
|                                                |                                                |                                                |                                                |                                                |
| År                                             |                                                |                                                | Folkmängd                                      | Areal (ha)                                     |
| 1975                                           | 1975                                           |                                                | 1 121                                          | 1 036                                          |
| 1980                                           | 1980                                           |                                                | 1 194                                          |                                                |
| 1985                                           | 1985                                           |                                                | 1 222                                          |                                                |
| 1990                                           | 1990                                           |                                                | 1 284                                          |                                                |
| 1995                                           | 1995                                           |                                                | 1 345                                          | 1 040                                          |
| 2000                                           | 2000                                           |                                                | 1 378                                          | 1 035                                          |
| 2005                                           | 2005                                           |                                                | 1 370                                          |                                                |
| 2010                                           | 2010                                           |                                                | 1 368                                          | 1 036                                          |
| 2015                                           | 2015                                           |                                                | 1 396                                          |                                                |
|                                                |                                                |                                                |                                                |                                                |